# Володушка многожильчатая
Воло́душка многожи́льчатая (лат. Buplēurum multinērve) — многолетнее поликарпическое травянистое растение; вид рода Володушка семейства Зонтичные (Apiaceae).

## Ботаническое описание
Растение высотой от 30 до 80 см, изредка может достигать 100 см и более. Стебли ветвистые большей частью у верхушки, внизу маловетвистые. В толщине стебли полые или плотные, с гладкой поверхностью и голые.
Прикорневые листья постепенно сужаются в черешок.
С узкими 5—7 нервными линейными стеблевыми и прикорневыми листьями.
Листовые пластинки на растении имеют ланцетную форму, иногда вытянуто-продолговатую, с цельным краем и голые, длиной от 3 до 15 см, шириной около 1 см.
Стеблевые листья простой формы с сердцевидным стеблеобъемлющим основанием, без черешков, прижаты к стеблю.
На цветоносном побеге посажено по несколько зонтиков. Зонтики щитковидные, по 4—8 см диаметром, с 5—15 голыми лучами, длиннее листочков обертки.
Цветки собраны в 6—15 лучевые зонтики, с общей листовой обверткой, при этом все многоцветковые зонтички снабжены пятью желтоватыми обратнояйцевидными листочками, похожими на лепестки.
Два—четыре листочка обёрток, травянистые, цельные, голые, неравной яйцевидной или овальной формы, на 2—3 см длиннее. Обёртки из нескольких покрывал с коротко заострёнными верхушками листочков—чашечек. Зубчатые края чашечки заметно выражены. Лепестки желтые, голые, в верхней части цельные, несколько изогнутые внутрь. Цветки очень мелкие, желтые.
Плоды короткие, по 3—4 мм длиной, по 1—2 мм шириной.
Число хромосом с Сибири, на Алтае, в Хакасии и Туве 2n = 16; в Томской области бывает встречается 2n = 28.

## Распространение и местообитания
Расселено по всей территории Сибири, проникает в Восточную Европу через Урал, заходит в Казахстан, Кыргызстан, Монголию, Китай.
Произрастает на субальпийских лугах, в высокотравных зарослях на полянах в смешанных, хвойных и лиственных лесах, реже встречается в пойменных лугах.
Предпочитает селиться на открытых склонах, по окраинам лиственничных или сосновых боров.
Вид внесен внесён в первое издание Красной книги Томской области. Охраняется на ООПТ «Озеро Песчаное».

## Химический состав
Зелёные листья содержат 230 мг% аскорбиновой кислоты.
В составе растения обнаруживаются флавоноиды, в надземной части кверцетин, изорамнетин, изокверцитрин, рутин. Из надземной части получают препарат «буплерин», который представляет сумму флавоноидов и обладает капилляроукрепляющим действием.
Фармакологический комитет России разрешал медицинское применение и промышленное производство «буплерина» из володушки многожильчатой.

## Значение и применение
По наблюдениям в Хакасии прекрасно поедается на пастбищах и сенокосах. Отмечено хорошее поедание алтайским маралом (Cervus elaphus sibiricus). В Монголии хорошо и удовлетворительно поедается крупным рогатым скотом, удовлетворительно мелким рогатым скотом и лошадьми. В сухом состоянии на пастбище поедается удовлетворительно, в сене хорошо.